# Aaron Littleton
Aaron Littleton je fiktivní postava z televizního seriálu Ztraceni.

## Před havárií
Aaron je syn Claire a Thomase, bývalého přítele Claire. Jejich vztah dlouho nevydržel a Claire chtěla dát dítě k adopci. Věštec ji ale varoval, že dítě nesmí dát jen tak někomu a doporučil jí pár v Los Angeles. Claire cestovala v letadle když byla v osmém měsíci těhotenství.

## Po havárií
Aaron se narodil Claire na ostrově. Hned po jeho narození se Charlie jmenoval "náhradním otcem" a pomáhal Claire s výchovou. I Aaron zažil pár rušných chvil na ostrově - ještě těhotnou Claire unesl Ethan z Druhých, pak chtěla uneseného Aarona vyměnit Rousseau za svojí dceru, později Aaron zahádně onemocněl. Po rozdělení přeživších Claire zamíří do Lockova tábora, po útoku ze strany lidí z lodi se Claire s ním vrací nazpět na pláž. Když Claire v džungli záhadně zmízí, Sawyer se postará o Aarona.

## Budoucnost
Člen tzv. "Oceanic 6" – šestice lidí, kteří se oficiálně vrátili z ostrova domů. Aaron v budoucnu bude vyrůstat po boku Kate, která se vydává za jeho matku. Společně s Jackem ho budou krátce vychovávat. Zatím nevíme, jestli Aaron má nějaké vzpomínky na svoji pravou matku nebo na ostrov. Situace se zkomplikuje po třech letech mimo ostrov, někdo chce Kate Aarona odebrat z péče – ukáže se, že to je Ben. Jinak se Aaron jeví jako normální malé dítě. Kreslí ovšem zvláštní obrázky, na nichž kouř útočí na lidi... Aaron je jediným členem Oceanic 6, který se nevrátil na Ostrov. Kate jej před návratem svěří do péče jeho babičky, Claiřiny matky.